# 2-es busz (Bátonyterenye)
A bátonyterenyei 2-es jelzésű autóbuszt a városi önkormányzat megrendelésére a Volánbusz üzemelteti. A járat Nagybátony, vasútállomás és Maconka, újtelep között közlekedik mindennap, a menetideje a két végállomása között: 6 perc.

## Útvonala
| Maconka, újtelep felé                                            | Nagybátony, vasútállomás. felé                                  |
| ---------------------------------------------------------------- | --------------------------------------------------------------- |
| Nagybátony, vasútállomás. – Béke út – Ózdi út – Maconka, újtelep | Maconka, újtelep – Ózdi út – Béke út – Nagybátony, vasútállomás |

## Megállóhelyei
| 2 (Nagybátony, vasútállomás – Nagybátony, Ózdi út 10. – Maconka, újtelep) |                                |          | | |
| Perc (↓)                                                                  | Megállóhely                    | Perc (↑) | Megállóhelyet érintő járatok                                                                                                  | Fontosabb létesítmények                                                                                   |
| ∫                                                                         | Nagybátony, vasútállomás       | 6        | 1, 2 3051, 3052, 3055, 3058, 3060, 3061, 3063, 3065, 3066 Hatvan–Somoskőújfalu-vasútvonal                                     | Nagybátony                                                                                                |
| 0                                                                         | Nagybátony, Ózdi út 10.        | 5        | 2, 3, 3A, 3C 1031, 1032, 1034, 1035, 1301, 1305, 1307, 1349, 1351, 1354, 3051, 3052, 3055, 3058, 3060, 3061, 3063, 3065, 3066 | Seconda Casa Művelődési Ház                                                                               |
| 1                                                                         | Bányaváros, iskola bejárati út | 4        | 2, 3, 3A | Bátonyterenyei Városüzemeltetési Nonprofit Kft.                                                           |
| 2                                                                         | Nagybátony, Bányaváros         | 3        | 2, 3, 3A 1031, 1032, 1034, 1035, 1301, 1305, 1307, 1349, 1351, 1354, 3051, 3052, 3055, 3058, 3060, 3061, 3063, 3065, 3066     | Salgótarjáni Szakképzési Centrum Fáy András Szakgimnáziuma, Szakközépiskolája, Szakiskolája és Kollégiuma |
| 3                                                                         | Maconka, Ózdi út 74.           | 2        | 2, 3, 3A 3051, 3052, 3055, 3058, 3060, 3061, 3063, 3065, 3066                                                                 | Városháza, Bátonyterenye 1. sz. posta, OTP Bank, Penny Market, Erste Bank                                 |
| 4                                                                         | Maconka, Ózdi út 158.          | 1        | 2, 3, 3A 1301, 1305, 1307, 1349, 1351, 1354, 3051, 3052, 3055, 3058, 3060, 3061, 3063, 3065, 3066                             | |
| 5                                                                         | Maconka, újtelep               | 0        | 2, 3, 3A 1032, 1305, 1307, 1351, 1354, 3051, 3052, 3055, 3058, 3060, 3061, 3063, 3065, 3066                                   | Maconkai víztározó                                                                                        |

## Útvonalváltozatok
| A bátonyterenyei 2-es jelzésű autóbusz járatai | A bátonyterenyei 2-es jelzésű autóbusz járatai                                                                  |
| Útvonal                                        | Indulások |
| ---------------------------------------------- | --- |
| Nagybátony, Ózdi út 10. – Maconka, újtelep     | Munkanapokon: 12.15, 15.30 (iskolai előadások napján)                                                           |
| Maconka újtelep – Nagybátony, vasútállomás     | Szabad- és munkaszüneti napokon: 9.45                                                                           |
| Maconka újtelep – Nagybátony, Ózdi út 10.      | Munkanapokon: 14.20 (iskolai előadások napján) 6.35, 8.45 (tanszünetben) Szabad- és munkaszüneti napokon: 19.45 |

## Külső hivatkozások
- Valós idejű utastájékoztatás Archiválva 2018. augusztus 21-i dátummal a Wayback Machine-ben